# Đại học hệ chính quy
Đại học hệ chính quy là hệ đào tạo tập trung dành cho các thí sinh đạt kết quả tốt nhất ở các kỳ thi tuyển sinh chính thức hằng năm của các trường đại học trên toàn quốc. Các học sinh này phải tham gia thi và đỗ vào một trường đại học nào đó. Đại học chính quy học theo hình thức tập trung trên lớp (sáng hoặc chiều). Chương trình học và các hoạt động khác được nhà trường quy định.

## Các quy chế dành cho đại học chính quy

### Chương trình giáo dục đại học chính quy
1. Chương trình giáo dục đại học (sau đây gọi tắt là chương trình) thể hiện mục tiêu giáo dục đại học; quy định chuẩn kiến thức, kỹ năng, phạm vi và cấu trúc nội dung giáo dục đại học, phương pháp và hình thức đào tạo, cách thức đánh giá kết quả đào tạo đối với mỗi môn học, ngành học, trình độ đào tạo của giáo dục đại học.
2. Chương trình được các trường xây dựng trên cơ sở chương trình khung do Bộ trưởng Bộ Giáo dục và Đào tạo ban hành. Mỗi chương trình khung tương ứng với một ngành đào tạo ở một trình độ đào tạo cụ thể.Mỗi chương trình có thể gắn với một ngành hoặc với một vài ngành đào tạo.
3. Chương trình được cấu trúc từ các học phần thuộc hai khối kiến thức: giáo dục đại cương và giáo dục chuyên nghiệp.

### Học phần và đơn vị học trình
1. Học phần là khối lượng kiến thức tương đối trọn vẹn, thuận tiện cho người học tích luỹ trong quá trình học tập. Phần lớn học phần có khối lượng từ 2 đến 5 đơn vị học trình, được bố trí giảng dạy trọn vẹn và phân bố đều trong một học kỳ. Kiến thức trong mỗi học phần phải gắn với một mức trình độ theo năm học thiết kế và được kết cấu riêng như một phần của môn học hoặc được kết cấu dưới dạng tổ hợp từ nhiều môn học. Từng học phần phải được ký hiệu bằng một mã riêng do trường quy định.
2. Có hai loại học phần: học phần bắt buộc và học phần tự chọn.
a) Học phần bắt buộc là học phần chứa đựng những nội dung kiến thức chính yếu của mỗi chương trình và bắt buộc sinh viên phải tích lũy.
b) Học phần tự chọn là học phần chứa đựng những nội dung kiến thức cần thiết nhưng sinh viên được tự chọn theo hướng dẫn của trường nhằm đa dạng hoá hướng chuyên môn hoặc được tự chọn tuỳ ý để tích luỹ đủ số học phần quy định cho mỗi chương trình.
3. Đơn vị học trình được sử dụng để tính khối lượng học tập của sinh viên. Một đơn vị học trình được quy định bằng 15 tiết học lý thuyết; bằng 30-45 tiết thực hành, thí nghiệm hay thảo luận; bằng 45-90 giờ thực tập tại cơ sở; hoặc bằng 45-60 giờ làm tiểu luận, đồ án, khoá luận tốt nghiệp. Đối với những học phần lý thuyết hoặc thực hành, thí nghiệm, để tiếp thu được một đơn vị học trình sinh viên phải dành ít nhất 30 giờ chuẩn bị cá nhân. Hiệu trưởng các trường quy định cụ thể số tiết, số giờ đối với từng học phần cho phù hợp với đặc điểm của trường mình.
4. Một tiết học được tính bằng 45 phút.

### Thời gian và kế hoạch đào tạo
1. Các trường tổ chức đào tạo theo khoá học và năm học.
a) Khoá học là thời gian để sinh viên hoàn thành một chương trình cụ thể. Tùy thuộc chương trình, khóa học được quy định như sau:
- Đào tạo trình độ cao đẳng được thực hiện từ hai đến ba năm học tùy theo ngành nghề đào tạo đối với người có bằng tốt nghiệp trung học phổ thông hoặc bằng tốt nghiệp trung cấp; từ một năm rưỡi đến hai năm học đối với người có bằng tốt nghiệp trung cấp cùng ngành đào tạo.
- Đào tạo trình độ đại học được thực hiện từ bốn đến sáu năm học tùy theo ngành nghề đào tạo đối với người có bằng tốt nghiệp trung học phổ thông hoặc bằng tốt nghiệp trung cấp; từ hai năm rưỡi đến bốn năm học đối với người có bằng tốt nghiệp trung cấp cùng ngành đào tạo; từ một năm rưỡi đến hai năm học đối với người có bằng tốt nghiệp cao đẳng cùng ngành đào tạo.
b) Một năm học có hai học kỳ chính, mỗi học kỳ chính có ít nhất 15 tuần thực học và 3 tuần thi, kiểm tra. Ngoài hai học kỳ chính, Hiệu trưởng xem xét quyết định tổ chức thêm một học kỳ hè để sinh viên có các học phần bị đánh giá không đạt ở các học kỳ chính được học lại và để sinh viên học giỏi có điều kiện học vượt kết thúc sớm chương trình học tập. Mỗi học kỳ hè có ít nhất 5 tuần thực học và một tuần thi, kiểm tra.
2. Căn cứ vào khối lượng kiến thức quy định cho các chương trình, Hiệu trưởng phân bổ số học phần cho từng năm học, từng học kỳ.
a) Đầu khoá học, trường phải thông báo công khai về nội dung và kế hoạch học tập của các chương trình; quy chế đào tạo; nghĩa vụ và quyền lợi của sinh viên.
b) Đầu mỗi năm học, trường phải thông báo lịch trình học của từng chương trình trong từng học kỳ, danh sách các học phần bắt buộc và tự chọn, đề cương chi tiết học phần và điều kiện để được đăng ký học cho từng học phần, lịch kiểm tra và thi, hình thức kiểm tra và thi các học phần.
Trước khi bắt đầu mỗi học kỳ sinh viên phải đăng ký học các học phần tự chọn, các học phần sẽ học thêm hoặc các học phần chưa định học nằm trong lịch trình học của học kỳ đó với phòng đào tạo của trường, sau khi đã tham khảo ý kiến tư vấn của cán bộ phụ trách đào tạo. Nếu không đăng ký, sinh viên phải chấp nhận lịch trình học do nhà trường quy định.
3. Thời gian tối đa hoàn thành chương trình bao gồm thời gian quy định cho chương trình quy định tại khoản 1 Điều này cộng với thời gian tối đa sinh viên được phép tạm ngừng học quy định tại khoản 3 Điều 6 và khoản 2 Điều 7 của Quy chế đào tạo đại học chính quy.